# Verzorgingsplaats Meelakkers
Verzorgingsplaats Meelakkers is een verzorgingsplaats aan de Nederlandse A67 tussen knooppunt Leenderheide en aansluiting Geldrop in de richting Venlo. Het ligt in de gemeente Geldrop-Mierlo tussen Geldrop en Heeze.
Richting Duisburg: Het Goor · Meelakkers · Het Gevlocht · Deersels · Zwartewater
Richting Antwerpen: Venlose Heide · Reunen · De Slenk · Helenaveen · De Leysing · Oeijenbraak · Oeienbosch · De Beerze